# Willem I van Luxemburg
Willem I (1070 - 1129) was, als opvolger van zijn broer Hendrik III, graaf van Luxemburg van 1096 tot 1129.

## Huwelijk en nakomelingen
Willem huwde in 1105 met Liutgard van Northeim, dochter van graaf Kuno van Beichlingen. Zij kregen drie kinderen:
- Koenraad II, graaf van Luxemburg
- Willem, graaf van Gleiberg
- Liutgarde (1120-1170), gehuwd met Hendrik II (1125-1211), graaf van Grandpré

Na zijn dood werd Willem opgevolgd door zijn zoon Koenraad.

## Voorouders
| Voorouders van Willem I van Luxemburg | Voorouders van Willem I van Luxemburg                                                 | Voorouders van Willem I van Luxemburg                                                 | Voorouders van Willem I van Luxemburg                                      | Voorouders van Willem I van Luxemburg                                      | Voorouders van Willem I van Luxemburg                                        | Voorouders van Willem I van Luxemburg                                        | Voorouders van Willem I van Luxemburg                                        | Voorouders van Willem I van Luxemburg                                        |
| ------------------------------------- | ------------------------------------------------------------------------------------- | ------------------------------------------------------------------------------------- | -------------------------------------------------------------------------- | -------------------------------------------------------------------------- | ---------------------------------------------------------------------------- | ---------------------------------------------------------------------------- | ---------------------------------------------------------------------------- | ---------------------------------------------------------------------------- |
| Overgrootouders                       | Frederik van Luxemburg (1007-1059) ∞ 995 Irmtrud van de Wetterau (ca. 978 - ca. 1020) | Frederik van Luxemburg (1007-1059) ∞ 995 Irmtrud van de Wetterau (ca. 978 - ca. 1020) | ? (-) ∞ ? (-)                                                              | ? (-) ∞ ? (-)                                                              | Willem V van Aquitanië (969-1030) ∞ Agnes van Mâcon (995–1068)               | Willem V van Aquitanië (969-1030) ∞ Agnes van Mâcon (995–1068)               | Adalbert van Lotharingen (1000-1048) ∞ Clemenia van Foix (-)                 | Adalbert van Lotharingen (1000-1048) ∞ Clemenia van Foix (-)                 |
| Grootouders                           | Giselbert van Luxemburg (1007-1059) ∞ ? (-)                                           | Giselbert van Luxemburg (1007-1059) ∞ ? (-)                                           | Giselbert van Luxemburg (1007-1059) ∞ ? (-)                                | Giselbert van Luxemburg (1007-1059) ∞ ? (-)                                | Willem VII van Aquitanië (1023-1058) ∞ Ermesinde van Lotharingen (1025-1058) | Willem VII van Aquitanië (1023-1058) ∞ Ermesinde van Lotharingen (1025-1058) | Willem VII van Aquitanië (1023-1058) ∞ Ermesinde van Lotharingen (1025-1058) | Willem VII van Aquitanië (1023-1058) ∞ Ermesinde van Lotharingen (1025-1058) |
| Ouders                                | Koenraad I van Luxemburg (1040–1086) ∞ Clementia van Poitiers (1045-11142)            | Koenraad I van Luxemburg (1040–1086) ∞ Clementia van Poitiers (1045-11142)            | Koenraad I van Luxemburg (1040–1086) ∞ Clementia van Poitiers (1045-11142) | Koenraad I van Luxemburg (1040–1086) ∞ Clementia van Poitiers (1045-11142) | Koenraad I van Luxemburg (1040–1086) ∞ Clementia van Poitiers (1045-11142)   | Koenraad I van Luxemburg (1040–1086) ∞ Clementia van Poitiers (1045-11142)   | Koenraad I van Luxemburg (1040–1086) ∞ Clementia van Poitiers (1045-11142)   | Koenraad I van Luxemburg (1040–1086) ∞ Clementia van Poitiers (1045-11142)   |
| Willem I van Luxemburg (1070-1129)    |                                                                                       |                                                                                       |                                                                            |                                                                            |                                                                              |                                                                              |                                                                              |                                                                              |